# Solihull Moors
Solihull Moors (offiziell: Solihull Moors Football Club) – auch bekannt als The Moors – ist ein englischer Fußballverein aus der in den West Midlands gelegenen Stadt Solihull. Der Klub entstand 2007 aus dem Zusammenschluss der Vereine Solihull Borough und Moor Green und spielt seither in den Spielklassen der National League.

## Geschichte
Moor Green war, seitdem die Haupttribüne des heimischen Stadions im Januar 2005 aufgrund von Brandstiftung und den anschließenden Löscharbeiten schwer beschädigt wurde, dazu gezwungen, im Damson Park, dem Stadion von Solihull Borough zu spielen und beide Vereine waren in der Saison 2006/07 von finanziellen Problemen und rückgängigen Zuschauerzahlen geplagt. Während Moor Green in der sechstklassigen Conference North antrat, spielte Solihull Borough in der achtklassigen Division One Midlands der Southern League. Im Januar 2007 beantragten daher die beiden Klubs bei der Football Association den Zusammenschluss. Dabei sollte der Startplatz von Green Moor weitergenutzt werden, während der Damson Park von Solihull weiterhin Spielort bleiben sollte. Das Spielgelände von Green Moor sollte verkauft werden, um bestehende Schulden zu tilgen. Ende März 2007 gab der Verband der Fusion der beiden Klubs zu Solihull Moors statt, die zum 1. Juni 2007 vollzogen wurde.
In die erste Saison startete der Verein mit dem Großteil des Spielerkaders von Moor Green, darunter auch Trainer Bob Faulkner, der bereits seit 1985 das Traineramt von Moor Green bekleidete und dies noch bis 2011 tat, als er einem Krebsleiden erlag. Nachdem sich der Verein in den ersten Jahren seines Bestehens zumeist im Mittelfeld der Tabelle platzierte, gelang in der Saison 2015/16 unter Trainer Marcus Bignot als Staffelmeister der Aufstieg in die National League, die höchste Spielklasse des englischen Non-League football. Zudem gewann man in jenem Jahr durch einen 2:1-Endspielsieg gegen die Reserve von Birmingham City erstmals den Birmingham Senior Cup.
In der folgenden Spielzeit erreichte man im FA Cup 2016/17 erstmals die erste Hauptrunde, in der man den Viertligisten Yeovil Town im Wiederholungsspiel nach Elfmeterschießen besiegte und anschließend in der zweiten Runde mit Luton Town einem weiteren Viertligisten mit 2:6 unterlag. In den folgenden Jahren begann Solihull sich in der Liga zu etablieren, 2019 stand man als Vizemeister (drei Punkte hinter Leyton Orient) erstmals in den Play-off-Spielen um den Aufstieg in die Football League, scheiterte aber bereits im Halbfinale am AFC Fylde. In der Saison 2021/22 spielte man als Tabellendritter erneut in den Aufstiegs-Play-offs. Dort verlor man nach einem Halbfinalerfolg über den FC Chesterfield das Finale im London Stadium gegen Grimsby Town mit 1:2 n. V. 2024 erreichte man erneut das Aufstiegsfinale, die Partie im Wembley-Stadion verlor man im Elfmeterschießen gegen den FC Bromley.

## Erfolge
- Meister der National League North: 2015/16
- Sieger des Birmingham Senior Cups: 2015/16

## Ligazugehörigkeit
- 2007–2016: Conference North/National League North
- seit 2016: National League